# Leoni (Berg)

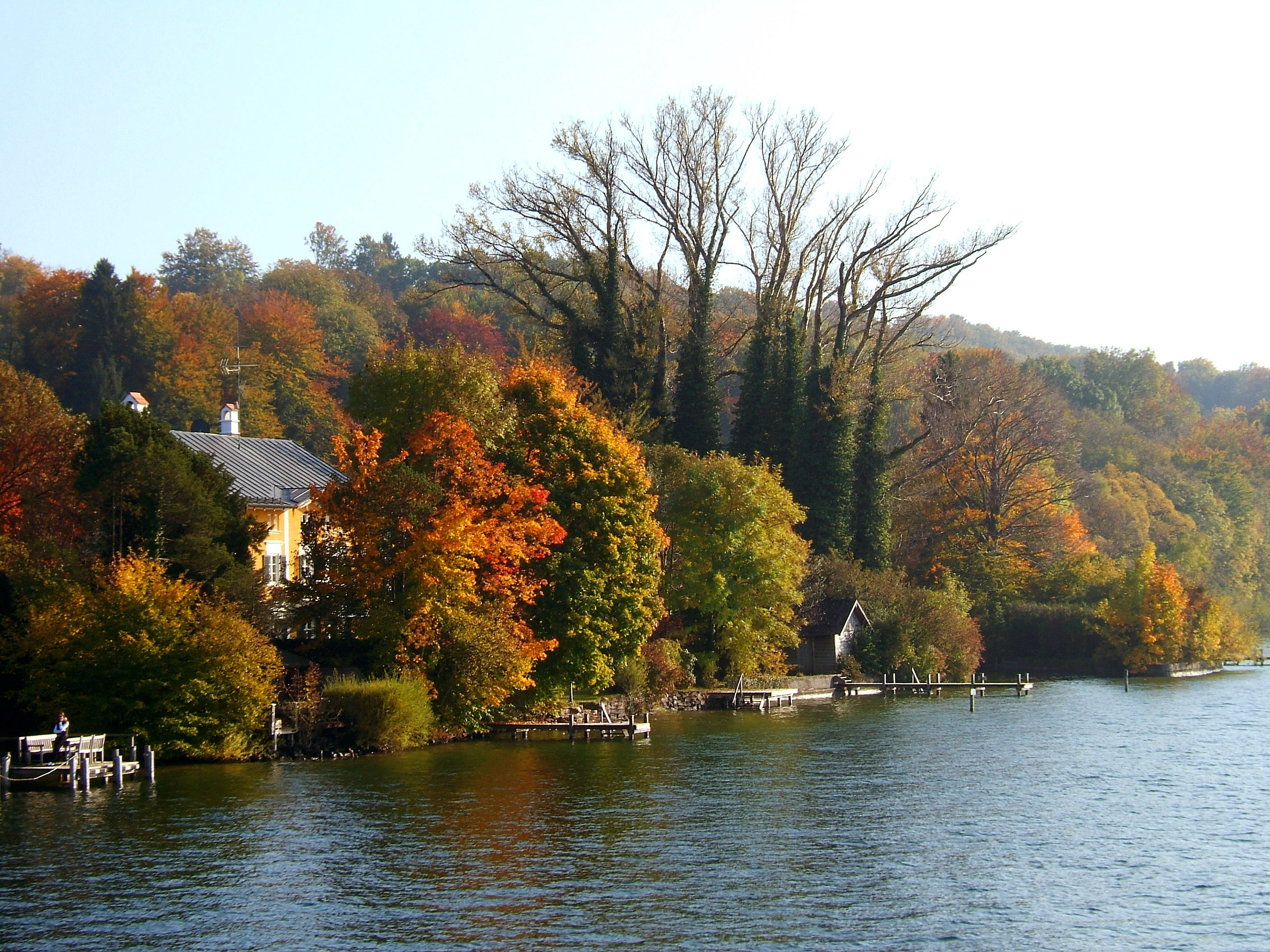
Seeufer am Starnberger See bei Leoni

Leoni ist ein Ortsteil der Gemeinde Berg im oberbayerischen Landkreis Starnberg. Das Dorf liegt am Starnberger See. Der Ortsname geht auf den Sänger Joseph Leoni zurück.

## Geschichte
Bis zur Mitte des 19. Jahrhunderts hieß das Fischerdorf Assenbuch. Der Münchner Hofsänger Joseph Leoni erbte dort vom Finanzbeamten Franz von Krenner ein Grundstück am Starnberger See, auf dem er ab 1824 eine Villa erbaute. Diese nannte er bald „Leonihausen“ und vermietete sie als Pension an Münchner Künstler. Obwohl er schon 1834 starb, lebte sein Name weiter und ersetzte bald den alten Ortsnamen.

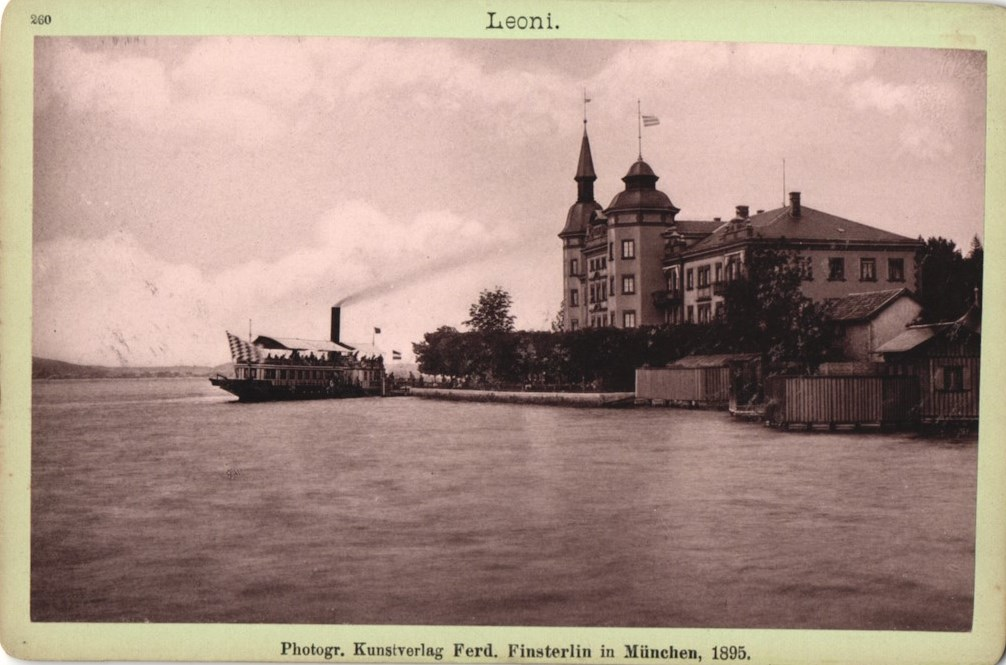
Dampfschiff an der Anlegestelle Leoni 1895

In Leoni befindet sich eine Anlegestelle der Bayerischen Seenschifffahrt. Das Schiff Leoni war nach dem Ortsteil benannt und von 1926 bis 1972 auf dem Starnberger See im Einsatz.

## Baudenkmäler

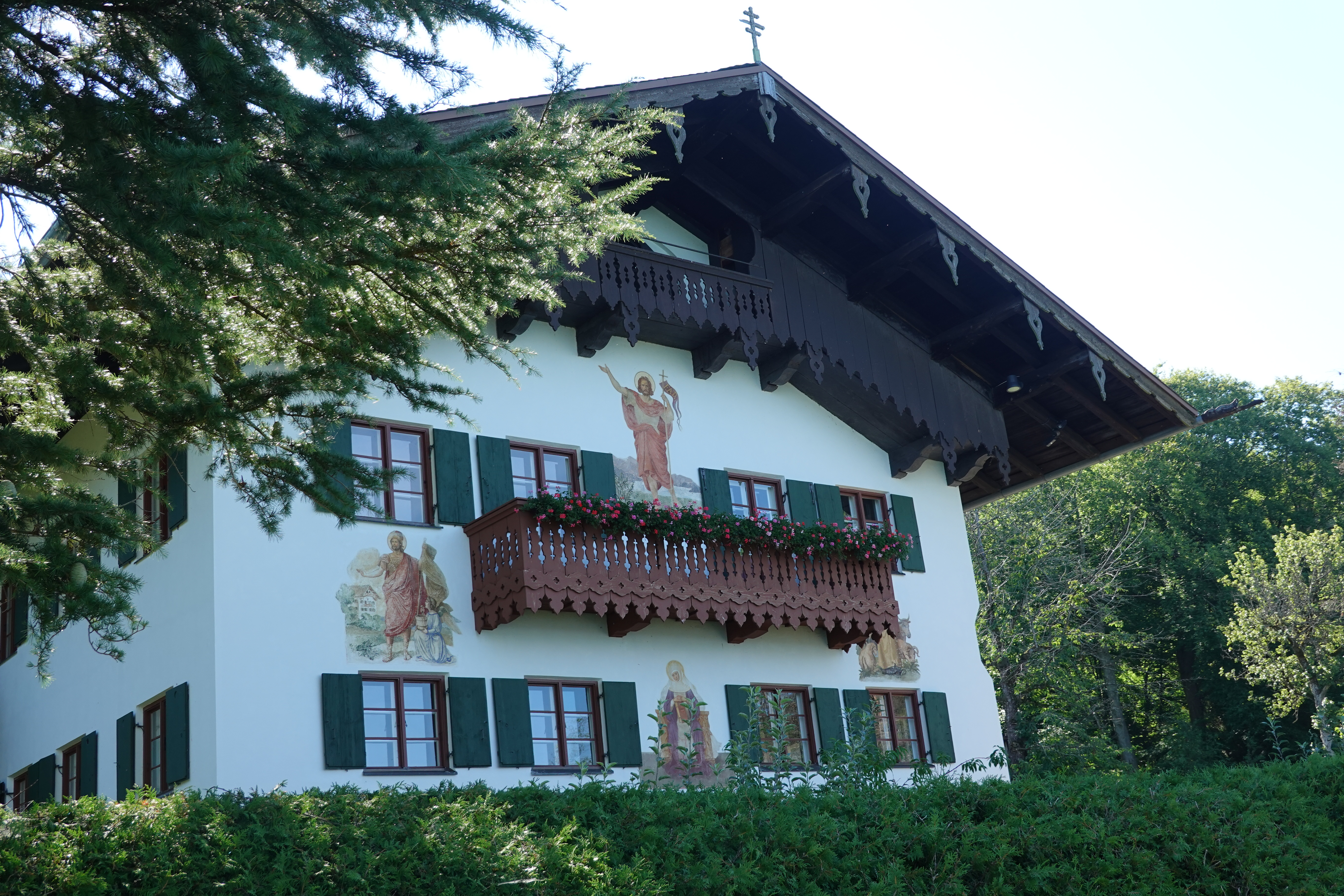
Villa Himbsel

Entlang des Sees befinden sich einige denkmalgeschützte Villen und Landhäuser, darunter die Villa Hackländer und die Villa Himbsel, die beide vom Oberbaurat Ulrich Himbsel für sich gebaut wurden.
Nach ihm ist auch der Himbsel’sche Kreuzweg benannt, der über 15 Stationen nach Mariä Himmelfahrt in Aufkirchen führt.